# 8801 Nugent
8801 Nugent è un asteroide della fascia principale. Scoperto nel 1981, presenta un'orbita caratterizzata da un semiasse maggiore pari a 3,1264144 UA e da un'eccentricità di 0,0666013, inclinata di 4,07840° rispetto all'eclittica.